# Szczecno (gromada)
Szczecno – dawna gromada, czyli najmniejsza jednostka podziału terytorialnego Polskiej Rzeczypospolitej Ludowej w latach 1954–1972.
Gromady, z gromadzkimi radami narodowymi (GRN) jako organami władzy najniższego stopnia na wsi, funkcjonowały od reformy reorganizującej administrację wiejską przeprowadzonej jesienią 1954 do momentu ich zniesienia z dniem 1 stycznia 1973, tym samym wypierając organizację gminną w latach 1954–1972.
Gromadę Szczecno z siedzibą GRN w Szczecnie utworzono – jako jedną z 8759 gromad na obszarze Polski – w powiecie kieleckim w woj. kieleckim, na mocy uchwały nr 13c/54 WRN w Kielcach z dnia 29 września 1954. W skład jednostki weszły obszary dotychczasowych gromad Szczecno (bez wsi Trzemosna, gajówki Trzemosna-Trupień i gajówki Trzemosna parcelacja), Komórki, Ujny, Holendry i Czarna ze zniesionej gminy Szczecno w tymże powiecie. Dla gromady ustalono 20 członków gromadzkiej rady narodowej.
1 stycznia 1956 gromada weszła w skład nowo utworzonego powiatu chmielnickiego w tymże województwie.
29 lutego 1956 do gromady Szczecno przyłączono oddziały Nr Nr 1–30, 33-39 i 42 nadleśnictwa Szczecno z gromady Borków w powiecie kieleckim.
31 grudnia 1959 do gromady Szczecno przyłączono wieś Skrzelczyce ze zniesionej gromady Skrzelczyce w tymże powiecie.
W związku ze zlikwidowaniem powiatu chmielnickiego z dniem 31 grudnia 1961, gromadę włączono z powrotem do powiatu kieleckiego w tymże województwie.
Gromada przetrwała do końca 1972 roku, czyli do kolejnej reformy gminnej.